# Oligobrachia ivanovi
Oligobrachia ivanovi är en ringmaskart som beskrevs av Southward 1959. Oligobrachia ivanovi ingår i släktet Oligobrachia och familjen skäggmaskar. Inga underarter finns listade i Catalogue of Life.